# 澳門政黨列表
澳门社会中并无严格意义上的政党存在。所谓立法會参选组别只是临时性质，政治组织平时都以社团形式进行活动。

## 拥有立法会席位的政治组织

### 建制派
- 澳門工會聯合總會
- 澳粵同盟
- 民众建澳聯盟
- 澳門街坊會聯合總會
- 澳门妇女联合总会
- 澳門中華總商會
- 澳门发展新连盟
- 澳门公民力量
- 改革創新聯盟（英语：Alliance for Change (Macau)）

### 民主派
- 新希望

### 中間派
- 传新澳门协会

## 其他活躍政治組織

### 民主派
- 新澳門學社

## 已解散的政治组织

### 建制派
- 澳門三十行動聯盟

### 民主派
- 澳門青年動力
- 澳門社區發展新動力
- 澳門民主發展聯委會